# لاکوا، شهرستان سندووال، نیومکزیکو
لاکوا (به انگلیسی: La Cueva) یک منطقهٔ مسکونی در ایالات متحده آمریکا است که در نیومکزیکو واقع شده‌است. لاکوا ۱۶۸ نفر جمعیت دارد و ۲٬۳۴۰٫۸۹ متر بالاتر از سطح دریا واقع شده‌است.